# Esenzione per la casa
L'esenzione per la casa (Homestead exemption) è un regime legale per proteggere il valore delle case dei residenti dalle imposte sulla proprietà, dai creditori e dalle circostanze che possono derivare dalla morte del coniuge del proprietario.
Tali leggi si trovano negli statuti o nella costituzione di molti degli Stati federati degli Stati Uniti d'America. L'esenzione della fattoria in alcuni stati del sud ha le sue origini legali nelle leggi di esenzione dell'Impero spagnolo. In altri stati, è stata emanata in risposta agli effetti dell'economia del XIX secolo.

## Descrizione
Le leggi sull'esenzione per le fattorie in genere hanno quattro caratteristiche principali:
1. Prevenire la vendita forzata di una casa per soddisfare le richieste dei creditori, di solito eccetto ipoteche, privilegi meccanici o vendite per pagare le tasse di proprietà
2. Fornire un rifugio al coniuge superstite
3. Fornire un'esenzione dalle tasse di proprietà su una casa
4. Consentire a un proprietario di abitazione esente da tasse di votare sugli aumenti dell'imposta sulla proprietà ai proprietari di abitazione oltre la soglia, tramite richieste di obbligazioni

Ai fini degli statuti, una fattoria è l'unica residenza primaria di una persona, e nessun'altra esenzione può essere richiesta su qualsiasi altra proprietà in nessuna altra parte, anche al di fuori dei confini della giurisdizione in cui viene richiesta l'esenzione.
In alcuni stati, la protezione della fattoria è automatica. In molti altri, tuttavia, i proprietari di abitazione ricevono le tutele previste dalla legge solo se presentano allo Stato una richiesta di esenzione per la proprietà. Inoltre, la protezione può essere persa se il proprietario della casa abbandona la proprietà protetta prendendo la residenza principale altrove.

## Immunità da vendita forzata
Diverse giurisdizioni forniscono diversi gradi di protezione in base alle leggi sull'esenzione per le famiglie. Alcuni proteggono solo la proprietà fino a un certo valore e altri hanno imposto limiti di superficie. Se una fattoria supera i limiti, i creditori possono comunque forzare la vendita, ma il proprietario può trattenere una certa quantità dei proventi della stessa.
La California protegge fino a $ 75.000 per i single, $ 100.000 per le coppie sposate e $ 175.000 per le persone oltre i 65 anni o legalmente disabili. In California, il disegno di legge SB 308 è stato presentato all'inizio del 2015. Inizialmente ha proposto un'esenzione per la fattoria di $ 700.000, indipendentemente dall'età o dallo stato civile. È stato recentemente modificato fino a $ 300.000.
Texas, Florida, Iowa, Dakota del Sud, Kansas e Oklahoma hanno alcune delle più ampie protezioni per le fattorie degli Stati Uniti d'America in termini di valore della proprietà che può essere protetta.
L'esenzione della fattoria in Texas non ha limiti di valore in dollari e riguarda 4 ettari per le fattorie all'interno di un comune (fattoria urbana) e 40 ettari per quelle al di fuori di un comune (fattoria rurale). L'assegnazione di ettari rurali è raddoppiata nel caso di un'intera famiglia: 80 ettari possono essere protetti dai creditori per una fattoria rurale.
In Kansas e Oklahoma, le esenzioni proteggono 65 ettari di terreno di qualsiasi valore al di fuori dei limiti di un comune e 0,4 ettari di terreno di qualsiasi valore entro i limiti di un comune. La maggior parte delle esenzioni per le fattorie riguarda il terreno, compresi gli immobili e i miglioramenti, come edifici, legname e paesaggio.
Il Nevada esenta $ 605.000 in azioni dalla vendita al momento dell'esecuzione, ma per le fattorie per le quali è stato stabilito il titolo allodiale e non è stato rinunciato, l'esenzione si estende a tutta l'equità della fattoria.
Il Nuovo Messico ha un'esenzione di $ 60.000. L'Alaska di $ 54.000.
Il Colorado ha un'esenzione di $ 75.000 o $ 105.000 per le persone con più di 60 anni o disabili.
Nella maggior parte degli stati, il valore reale in dollari della "protezione" fornita dalle leggi è diminuita, poiché gli importi in dollari dell'esenzione sono raramente adeguati all'inflazione. L'intento protettivo di tali leggi, con alcune notevoli eccezioni come quelle sopra menzionate, è stato eroso nella maggior parte degli stati.

## Esenzione dalla tassa di proprietà
Nella maggior parte dei casi, l'esenzione da una fattoria si basa solo su un importo monetario fisso, ad esempio i primi $ 50.000 del valore stimato. Il resto è tassato all'aliquota normale. Una casa del valore di $ 150.000 sarebbe quindi tassata solo su $ 100.000 e una casa del valore di $ 75.000 solo su $ 25.000.
L'esenzione è generalmente intesa a trasformare l'imposta sugli immobili in un'imposta progressiva. In alcuni luoghi, l'esenzione viene pagata con un'imposta sulle vendite locale o statale (o unità equivalente).

### Esempi
- La California esenta i primi $ 7.000 di proprietà residenziali dalle tasse sulla proprietà.
- Il Colorado consente una detrazione del 50% fino ai primi $ 200.000 (equivalente a un'esenzione di $ 100.000 se la proprietà è valutata a $ 200.000 o superiore) per gli anziani (oltre i 65 anni) che hanno vissuto nella loro proprietà per dieci anni consecutivi.
- La Georgia consente un HEST dell'1% solo in alcune contee.
- L'esenzione della fattoria della Florida consente un'esenzione di 64 ettari al di fuori di un comune e 0,2 all'interno di un comune.[5]
- In Kentucky, per il 2019 e il 2020, l'esenzione è stata fissata a $ 39.300. Una volta approvata, i proprietari di abitazione di età pari o superiore a 65 anni non devono presentare nuovamente domanda per l'esenzione della fattoria ogni anno.[6]
- La Louisiana esenta i primi 7.500 dollari di proprietà residenziali dalle tasse locali sulla proprietà.[7]
- Il Michigan esonera il proprietario della casa dal pagamento delle spese di esercizio dei distretti scolastici locali.
- in Mississippi esenzione da tutte le tasse ad valorem accertate sulla proprietà; questo è limitato ai primi $ 7.500 del valore stimato o $300 dei dollari effettivamente esentati dalle tasse.[8]
- Il programma School Tax Relief (STAR) dello stato di New York esenta i primi $ 30.000 del valore stimato di una casa primaria dalle tasse del distretto scolastico; l'esenzione è limitata ai proprietari con redditi inferiori a $ 500.000. Ulteriori esenzioni sono disponibili per le persone di età superiore ai 65 anni con reddito limitato. Il programma STAR si applica solo alle tasse scolastiche; non è prevista l'esenzione del podere per le tasse riscosse da altri enti comunali. New York impedisce a un residente di richiedere questa esenzione se possiede proprietà in un altro stato e richiede un'esenzione simile in quell'altro stato.
- L'Oklahoma consente una detrazione di $ 1000 dalla valutazione, da circa $ 75 a $ 125 di risparmi all'anno, se i proprietari richiedono l'esenzione della fattoria all'impiegato della contea locale.
- Il Rhode Island esenta il primo 20% del valore della casa dalle tasse di proprietà.
- Il Texas consente una detrazione, con esenzioni aggiuntive disponibili per le tasse della contea, le persone con più di 65 anni e le persone disabili. Richiede inoltre che i distretti scolastici offrano un'esenzione di $ 25.000 (ma non altri distretti tassativi, come città e contee).[9] Il Texas limita ulteriormente l'aumento di valutazione su una fattoria al 10% del valore dell'anno precedente.